# Christian Feurstein
Christian Feurstein OCist (* als Georg Maria Feurstein am 14. Oktober 1958 in Hohenems, Vorarlberg; † 12. März 2017 in Wien) war ein österreichischer römisch-katholischer Ordenspriester. Er war von 2010 bis zum 9. März 2015 Abt des Stiftes Rein in der Steiermark.

## Leben
Georg Maria Feurstein trat nach seiner Matura am 15. November 1977 gemeinsam mit Gregor Henckel-Donnersmarck in das Zisterzienserkloster Heiligenkreuz ein, nahm dort den Ordensnamen Christian an, legte am 1. November 1981 seine feierliche Profess ab und wurde am 26. Dezember 1981 durch Franz Jachym zum Diakon geweiht. Nach seinen theologischen Studien an der Hochschule Heiligenkreuz, empfing er am 23. Mai 1983 durch den damaligen Kurienerzbischof Augustin Mayer OSB die Priesterweihe. Von 1983 bis 1987 war er Kaplan in der Stiftspfarre Neukloster in Wiener Neustadt; darauf wurde er als Präfekt des Juniorates nach Heiligenkreuz berufen. 
Im Jahre 1988 gründete Feurstein mit drei Mitbrüdern das Priorat Stiepel im Bochumer Stadtteil Stiepel, wo er bis 2001 Subprior und von 2001 bis 2004 Prior war. Von 2004 bis 2010 war Feurstein Prior und Novizenmeister in Heiligenkreuz.
Am 8. Juni 2010 wurde Feurstein zum Abt des Stiftes Rein postuliert. Die Bestätigung durch die Ordenskongregation erfolgte am 21. Juni und die Installation am 12. Juli. Am 21. August 2010 empfing er die Abtsbenediktion durch Maurus Esteva Alsina. Sein Wahlspruch ist der Benediktsregel entnommen und lautete: Christum semper ante oculos – Christus immer vor Augen. 
2013 wurde Christian Feurstein im Rang eines Großoffiziers (Komtur mit Stern) in den Ritterorden vom Heiligen Grab zu Jerusalem aufgenommen und am 21. September 2013 durch den Kardinalgroßmeister Edwin Frederick O’Brien in der Basilika Mondsee investiert. Er gehörte der Komturei Graz an.
Feurstein resignierte am 9. März 2015 aufgrund einer schweren Herzerkrankung als Abt und kehrte in das Stift Heiligenkreuz zurück, wo er die letzten zwei Jahre seines Lebens verbrachte. Er fand seine letzte Ruhestätte im nördlichen Seitenschiff der Abteikirche Heiligenkreuz.
Am 14. September 2020 segnete Abt Maximilian Heim zum Gedächtnis Feursteins ein bronzenes Schmetterlingskreuz, das vom Künstler Harald Bäumler geschaffen wurde. Es befindet sich an der nördlichen Außenwand der Bernardikapelle in Heiligenkreuz.